# Wailly-Beaucamp
Wailly-Beaucamp település Franciaországban, Pas-de-Calais megyében. Lakosainak száma 1063 fő (2022. január 1.). Wailly-Beaucamp Campigneulles-les-Petites, Airon-Saint-Vaast, Boisjean, Campigneulles-les-Grandes, Écuires, Lépine, Rang-du-Fliers és Verton községekkel határos.

## Népesség
A település népessége az elmúlt években az alábbi módon változott:
| Lakosok száma | 1019 | 1021 | 1034 | 1004 | 1017 | 1029 | 1041 | 1049 | 1063 |
|               | 2013 | 2015 | 2016 | 2017 | 2018 | 2019 | 2020 | 2021 | 2022 |